# Isastrea bernardiana
Espèce
Isastrea bernardiana est une espèce éteinte de coraux durs datant du Bajocien (Jurassique moyen). Elle est connue en Europe et en Asie.